# ヨナス・チャルトリスキス

チャルトリスキ家の紋章

ヨナス・チャルトリスキス（リトアニア語: Jonas Čartoriskis, ? - 1489年）は、リトアニア大公国の政治ならびに軍事的指導者である。

## 生涯
ヨナスはヴォルィーニに基盤を置くシュヴィトリガイラの主な支持者の一人でもあった。
積極的且つ野心家の公ヨナスとその弟であるアレクサンドラスは従大叔父のリトアニア大公ジーギマンタス・ケーストゥタイティスの威光を利用しつつ、ジーギマンタスの専制政治に対する国内の不満を利用して、これを廃位してシュヴィトリガイラの復位、あるいは場合によっては自身がリトアニアの最高権力を握ることを決めた。
暗殺者達は前以てリトアニア諸侯の支持を取り付けて1440年にジーギマンタスを殺害した。ヨナスはトラカイ島城を獲得したが、同城はリトアニア大公の宝物でもあった。ヴィリニュスを掌握しようとする目論見は自身の味方であったヨナス・ゴシュタウタスがポーランド国王ヴワディスワフ2世の息子で従叔父にあたるカジミェラスを次期大公に宣言したことで外れた。それどころかヨナス・ゴシュタウタスからの迫害が始まった。
ヨナスは、恩赦の完全な保証が出ない間は、自らの行いを悔おうとはせずにトライカイ島城も返却しなかった。恩赦は出たものの1445年には2度にも渡ってリヴィウの裁判所に赴いている。ヨナスはポーランド国王ヴワディスワフ3世から自身の安全の保証を獲得し、ポーランド国内のルーシ系諸侯の援助を利用してブダ（ハンガリー王国）で特権を得ている。これは後の1569年にジーギマンタス・アウグスタスによって確かめられた。